# Jugozapadna Engleska
Jugozapadna Engleska (engleski: South West England) je jedna od 9 službenih engleskih regija u kojoj živi 5 423 303 stanovnika, na površini od 23 800 km2.
Po površini je najveća engleska regija, a po stanovništvu, zato što je najstarija.
Najveći grad regije je Bristol.

## Zemljopisne karakteristike
Jugozapadna Engleska jedna je od devet službenih regija Engleske. Sastoji se od grofovija Gloucestershire, Bristol, Wiltshire, Somerset, Dorset, Devon i Cornwall uključivo s otočnom skupinom Scilly. Veliki gradovi u regiji uključuju Bristol, Bournemouth, Cheltenham, Exeter, Gloucester, Plymouth i Swindon.

## Povijest
Na teritoriju te regije se u povijesti prostirala Kraljevina Wessex.

## Poddioba regije
Službeno se regija sastoji od sljedećih zemljopisnih grofovija i područja lokalne uprave:
| Karta                                  | Ceremonijalna grofovija                                  | Nemetropolitanske grofovije/Unitarne uprave                                                                                      | Metropolitanski okruzi                              |
| -------------------------------------- | -------------------------------------------------------- | --- | --------------------------------------------------- |
|                                        | Somerset                                                 | 1. Bath i Sjeveroistočni Somerset - Unitarna uprava                                                                              | 1. Bath i Sjeveroistočni Somerset - Unitarna uprava |
| 2. Sjeverni Somerset - Unitarna uprava | Somerset                                                 | |                                                     |
| 10. Somerset                           | Somerset                                                 | a) Južni Somerset, b) Somerset Zapad i Taunton, c) Sedgemoor, d) Mendip                                                          |                                                     |
| 3. Bristol - Unitarna uprava           |                                                          | |                                                     |
| Gloucestershire                        | 4. Južni Gloucestershire - Unitarna uprava               | 4. Južni Gloucestershire - Unitarna uprava                                                                                       |                                                     |
| Gloucestershire                        | 5. Gloucestershire                                       | a) Gloucester, b) Tewkesbury, c) Cheltenham, d) Cotswold, e) Stroud, f) Forest of Dean                                           |                                                     |
| Wiltshire                              | 6. Swindon - Unitarna uprava                             | 6. Swindon - Unitarna uprava |                                                     |
| Wiltshire                              | 7. Wiltshire - Unitarna uprava                           | |                                                     |
| Dorset                                 | 8. Dorset - Unitarna uprava                              | 8. Dorset - Unitarna uprava |                                                     |
| Dorset                                 | 9. Bournemouth, Christchurch and Poole - Unitarna uprava | |                                                     |
| Devon                                  | 11. Devon CC                                             | a) Exeter, b) Istočni Devon, c) Središnji Devon, d) Sjeverni Devon, e) Torridge, f) Zapadni Devon, g) Južni Hams, h) Teignbridge |                                                     |
| Devon                                  | 12. Torbay - Unitarna uprava                             | |                                                     |
| Devon                                  | 14. Plymouth - Unitarna uprava                           | |                                                     |
| Cornwall                               | 15. Scilly sui generis - Unitarna uprava                 | 15. Scilly sui generis - Unitarna uprava                                                                                         |                                                     |
| Cornwall                               | 13. Cornwall - Unitarna uprava                           | |                                                     |

## Vanjske poveznice
- South West Councils  Arhivirana inačica izvorne stranice od 10. listopada 2016. (Wayback Machine)